# ارين إل. وود
ارين إل. وود (بالإنجليزية: Warren L. Wood)‏ هو سياسي أمريكي، ولد في 5 فبراير 1910، وتوفي في 13 يناير 1980. حزبياً، نشط في الحزب الجمهوري. وقد انتخب عضو مجلس نواب إلينوي.